# 古谷久綱

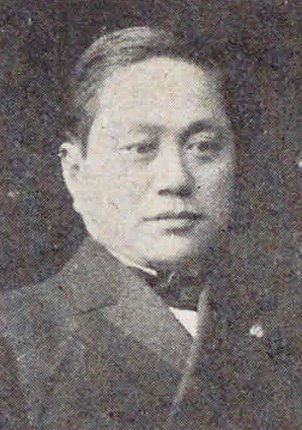
古谷久綱

古谷 久綱（ふるや ひさつな、明治7年（1874年）6月17日 - 大正8年（1919年）2月12日）は、日本の官僚、政治家。衆議院議員（立憲政友会）。伊藤博文の秘書官を長く務めた。

## 経歴
愛媛県東宇和郡明間村（現在の西予市）出身。明治26年（1893年）、同志社を卒業した。日清戦争の際には、国民新聞記者として第2軍司令部に従軍した。明治32年（1899年）、ブリュッセル自由大学に論文を提出し、博士号を得た。
明治33年（1900年）、帝室制度調査局事務嘱託・東京高等商業学校（現在の一橋大学）教授となったが、帝室制度調査局総裁伊藤博文の目に留まり、同年に伊藤が内閣総理大臣に就任すると、内閣総理大臣秘書官に起用された。翌明治34年（1901年）に第4次伊藤内閣が総辞職すると帝室制度調査局秘書に転じた。
その後も伊藤が明治38年（1905年）に韓国統監に就任すると、統監秘書官、ついで統監府総務部秘書課長に任じられた。さらに伊藤が明治42年（1909年）に枢密院議長に就任すると、議長秘書官・宮内省式部官に任命された。
伊藤の死の翌年の明治43年（1910年）に枢密院議長秘書官を辞して、李王職御用掛に転じ、大正4年（1915年）まで務めた。同年の第12回衆議院議員総選挙に出馬し、当選。大正6年（1917年）の第13回衆議院議員総選挙にも当選した。大正6年（1917年）国電高円寺駅、阿佐ケ谷駅の開設に尽力。

## 栄典
- 1909年（明治42年）4月18日 - 皇太子渡韓記念章[7]

## 親族
- 古谷重綱[8] - 弟。駐アルゼンチン公使。
  - 古谷綱武[8] - 甥（重綱の子）。文芸評論家。
  - 古谷綱正[8] - 甥（重綱の子）。ジャーナリスト。
- 山尾庸三[9] - 前妻鶴子の父。子爵。
- 伊東祐麿[8] - 後妻美代子の父。海軍中将。貴族院子爵議員。
  - 伊東二郎丸[8] - 後妻美代子の弟。貴族院子爵議員、陸軍政務次官、外務政務次官。
- 山下亀三郎 - 従叔父。実業家。

## 著書
- 『藤公余影』民友社、1910年